# Kvarnkrogen Grönhögen
Kvarnkrogen Grönhögen, česky lze přeložit jako Mlýn v Grönhögenu, je bývalý větrný mlýn holadského typu a současná restaurace, kavárna a vyhlídka ve vesnici Grönhögen v okrese Mörbylånga na ostrově Öland v kraji Kalmar v jižním Švédsku, který je dominantou celé vesnice a také nejznámějším mlýnem na Ölandu. Mlýn má útulné prostředí s rustikální atmosférou.

## Další informace
Dřevěný mlýn v Grönhögenu byl postaven v roce 1844 v kraji Skåne. V roce 1919 jel přemístil na současné místo Albert Sjöman, který zbohatl na zlatě v Austrálii. Provoz mlýna byl ukončen ke konci druhé světové války. V 50. letech byl mlýn využíván jako hasičská zbrojnice a restaurace byla otevřena až v roce 1970 nebo 1978. Současná rekonstruovaná budova je postavená z kamene a dřeva. Díky blízkému bývalému vápencového lomu s koupalištěm Brottet a golfovému hřišti, je také vhodným místem k návštěvě. Restaurace nabízí pizzu, ryby a další jídla vyrobené především z ingrediencí a produktů ostrova Öland. Jídlo lze konzumovat uvnitř nebo na venkovních prostorách s vyhlídkovou terasou.

## Galerie

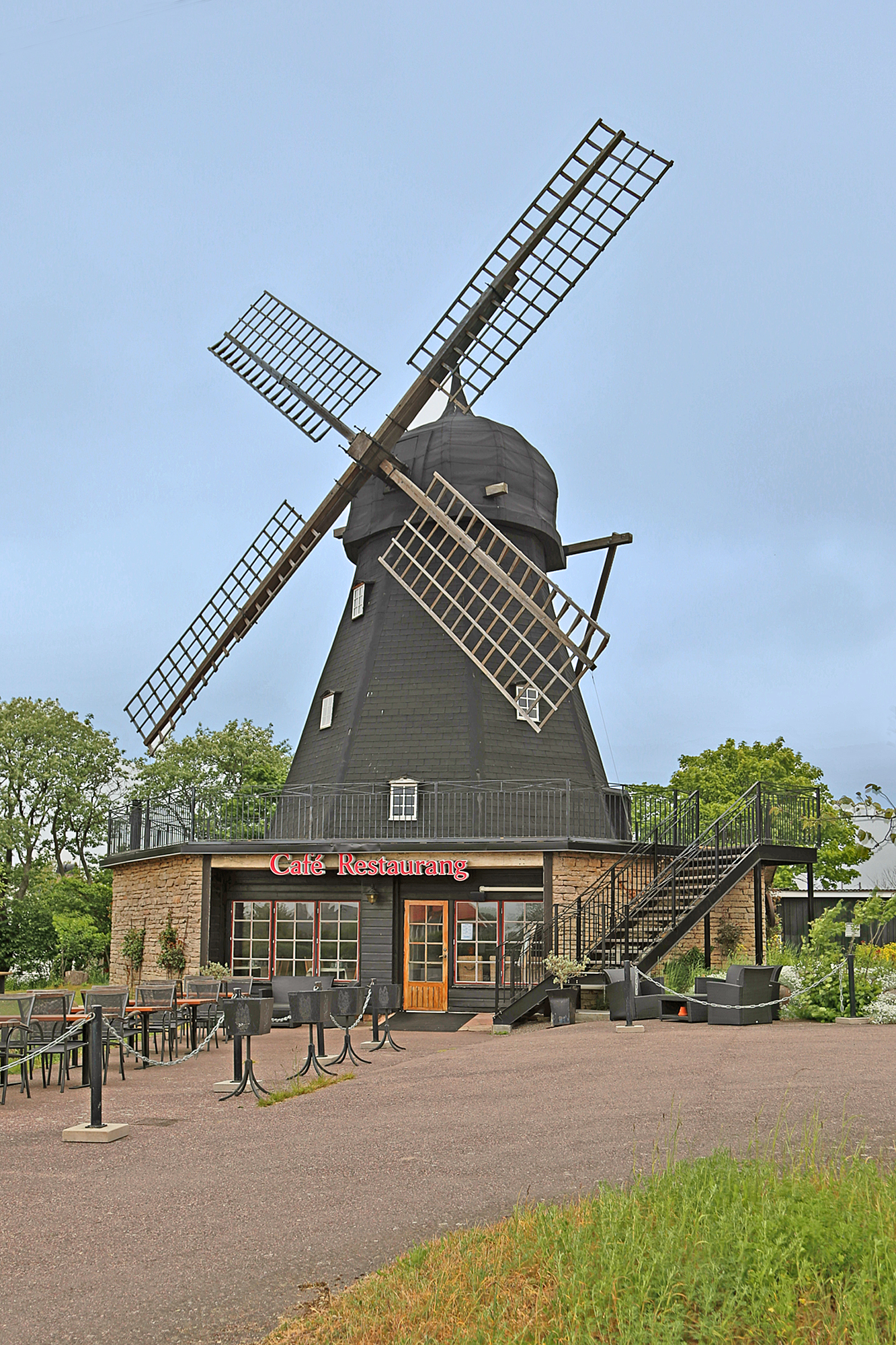
Pohled na restauraci s mlýnem